# Rudolf Kait
Rudolf Kait (* 25. November 1900 in Wien; † 20. Februar 1947 ebenda) war ein österreichischer Politiker (ÖVP).

## Leben
Der Werdegang und das Leben von Rudolf Kait ist nur teilweise bekannt. Er erlernte nach dem Besuch der Pflichtschulen den Beruf des Hutmachers und war ab dem Jahr 1921 in diesem Beruf tätig. Ende der 1920er Jahre wurde er zum Innungsmeister seiner Zunft gewählt. 1938 musste er die Funktion nach einem Beschluss des NS-Regimes aufgeben.
Seine kurze politische Karriere begann erst nach dem Zweiten Weltkrieg, als er im April 1946 zunächst zum Bezirksrat, später zum stellvertretenden Bezirksvorsteher im Wiener Gemeindebezirk Favoriten gewählt wurde. Im September 1946 schied er aus beiden Funktionen aus. Nach dem Tod des Bundesrats Karl Tolde wurde Kait im Juli 1946 in dessen nun vakantem Amt vereidigt.
Rudolf Kait starb jedoch nur knapp sieben Monate nach Amtsantritt nach langer schwerer Krankheit im Februar 1947. Er wurde nur 46 Jahre alt. Sein Grab befindet sich auf dem Wiener Zentralfriedhof.